# Kualatungkal
Kualatungkal är en distriktshuvudort i Indonesien.   Den ligger i provinsen Jambi, i den västra delen av landet, 700 km nordväst om huvudstaden Jakarta. Kualatungkal ligger 6 meter över havet och antalet invånare är 33 683.
Terrängen runt Kualatungkal är mycket platt. En vik av havet är nära Kualatungkal åt nordost.  Det finns inga andra samhällen i närheten. Trakten runt Kualatungkal består huvudsakligen av våtmarker.